# Maureen Swanson
Maureen Swanson (* 25. November 1932 in Glasgow, Schottland, Vereinigtes Königreich; † 16. November 2011 im Vereinigten Königreich) war eine britische Schauspielerin. Nach ihrer Hochzeit mit William Ward, 4th Earl of Dudley, benannte sie sich zu Maureen Ward, Countess of Dudley.

## Frühes Leben
Maureen Swanson wurde 1932 in Glasgow geboren. Nachdem ihre Eltern nach Südafrika ausgewandert waren, wurde sie Mündel von Lady Phyllis Griffith-Boscawen. Swanson wurde zunächst als klassische Ballerina an der Sadler’s Wells Ballet School ausgebildet, bevor sie zum Musiktheater und Film wechselte.

## Karriere
Ihre erste Rolle hatte sie in Moulin Rouge im Jahr 1952 und im folgenden Jahr eine größere Rolle in Valley of Song. In MGMs Die Ritter der Tafelrunde (1953) hatte Swanson die Rolle der Elaine, eine wichtige Nebenrolle, an der Seite von Robert Taylor und Ava Gardner bekommen, im Film noir Third Party Risk (1954) die weibliche Hauptrolle. Sie war in dem Film Orders Are Orders (1954) und mehreren Episoden von The Vise zu sehen. Schließlich wurde Swanson von der Rank Organisation unter Vertrag genommen und bekam Rollen in den Filmen Marsch durch die Hölle (1956), Der spanische Gärtner (1956), Ich und die Gräfin (1956), Die Farm der Verfluchten (1957) und Blick zurück im Zorn (1959), in denen sie wichtige oder unwichtigere Rollen bekam.

## Ehe
Am 24. August 1961 heiratete Swanson William Ward, 4th Earl of Dudley im Standesamt von Amersham. Sie war seine zweite Frau. Ursprünglich wurde sie als Viscountess Ednam bezeichnet, wurde aber am 26. Dezember 1969 nach der Nachfolge ihres Mannes in der Grafschaft als Countess of Dudley bezeichnet. Mit ihm hatte sie sieben Kinder namens Hon William Ward (* 21. Oktober 1961; † 21. Oktober 1961), Lady Susanna Luise Ward (* 23. Mai 1963), Lady Melissa Patricia Eileen Ward (* 18. Juli 1964), Lady Victoria Larissa Cecilia Ward (* 28. Mai 1966), Lady Amelia Maureen Erica Ward (* 5. September 1967), Lady Cressida Emma Sophia Ward (* 7. Januar 1970) und Hon. Leander Grenville Dudley Ward (* 31. Oktober 1971).

## Spätes Leben
Als Countess of Dudley verwaltete sie die Häuser des Paares in Cottesmore Gardens, Kensington, London und Devon. Sie diente ebenfalls als Hofdame der Princess Michael of Kent. Sie starb am 16. November 2011 und wurde auf dem privaten Friedhof der Earls of Dudley im hinteren Teil der Pfarrkirche in Himley beigesetzt.

## Filmografie (Auswahl)
- 1952: Moulin Rouge
- 1953: Valley of Song
- 1953: Die Ritter der Tafelrunde (Knights of the Round Table)
- 1954: Third Party Risk
- 1954: Orders Are Orders
- 1956: Der spanische Gärtner (The Spanish Gardener)
- 1956: Ich und die Gräfin (Up in the World)
- 1956: Marsch durch die Hölle (A Town like Alice)
- 1956: Jacqueline
- 1957: Die Farm der Verfluchten (Robbery under Arms)
- 1959: Blick zurück im Zorn
- 1960: The Malpas Mystery

## Theater
- The Happiest Millionaire
- Who’s Your Father? (am Cambridge Theatre)